# 查尔斯·阿姆斯特朗
查尔斯·阿姆斯特朗（英語：Charles Armstrong，1881年10月23日—1952年3月12日），美国男子赛艇运动员。他曾代表美国参加1904年夏季奥林匹克运动会赛艇比赛，获得男子八人单桨有舵手金牌。